# Classe Bora
A classe Bora, designação soviética Projeto 1239, corveta de mísseis guiados da Marinha Russa, também leva o nome de classe da OTAN "Dergach". A primeira embarcação produzida sob esta designação foi a Sivuch (615), que mais tarde foi renomeado como Bora (615). É um dos maiores veículos marítimos de combate com design de catamarã.
Os armamentos que os navios da classe Bora carregam varia dependendo da configuração para a qual foram construídos. As especificações listadas são para as duas embarcações existentes.

## Objetivos
A classe Bora foi projetada em 1988 para defesa costeira e patrulhamento contra embarcações de superfície. Duas embarcações foram construídos e estão atualmente em serviço, ambos atribuídos à Frota Russa do Mar Negro. Uma futura série de hovercraft foi planejada com base neste modelo para produção futura.
Os objetivos da classe Bora, são:
1. Destruição de navios de guerra e transportes inimigos em áreas costeiras e em mar aberto.
2. Fornecer cobertura para formações e comboios de desembarque de alta velocidade em áreas de formação, durante travessias marítimas, bem como em áreas de desembarque anfíbio contra ataques de navios e barcos inimigos.
3. Realização de reconhecimento de forças inimigas e manutenção de patrulha na zona operacional de forças amigas.
4. Conduzindo a luta contra barcos de combate de alta velocidade e navios inimigos.

## Projeto
O projeto foi criado como um desenvolvimento de pequenos navios mísseis dos projetos 1234 e 1234.1, levando em consideração a experiência de utilização de MRKs em serviço de combate no Mar Mediterrâneo. O trabalho no projeto começou em 1975 no Almaz Central Marine Design Bureau, os designers-chefes L.V. Elsky, V.I. Korolkov. Durante o trabalho de desenvolvimento, foi utilizado um modelo autopropelido em grande escala do navio de 50 toneladas. O principal navio de série, Bora, foi construído no Estaleiro Zelenodolsk em 1987.
É descrito como um hovercraft ou navio de efeito de superfície (SES). À primeira vista parece um catamarã. Mas as saias do hovercraft giram para baixo entre os cascos, tanto para frente quanto para trás. Quando implantados criam uma almofada de ar, mas com lados duros formados pelos cascos do catamarã.

Os navios são altamente navegáveis, possuem amplo convés e condições mais confortáveis para uso de armas e acomodação da tripulação. Na criação do navio, foi amplamente utilizada a experiência do Almaz Central Marine Design Bureau e da indústria naval, adquirida durante a construção dos hovercraft, como Dzheiran e Zubr.

## Navios
| Nome              | Casco não. | Deitado          | Lançado | Comissionado | Frota              | Status | Notas      |
| ----------------- | ---------- | ---------------- | ------- | ------------ | ------------------ | ------ | ---------- |
| Bora (ex- Sivuch) | 615        |                  | 1987    | 1989         | Frota do Mar Negro | Ativo  |            |
| Samum             | 616        | Setembro de 1991 | 1992    | 2000         | Frota do Mar Negro | Ativo  | Danificado |